# نوکیا ۵۳۲۰
نوکیا ۵۳۲۰ یک‌نمونه از گوشی‌های تلفن همراه سری ۵۰۰۰ شرکت نوکیا می‌باشد که توسط همین شرکت به بازار عرضه شده‌است.